# Art funéraire

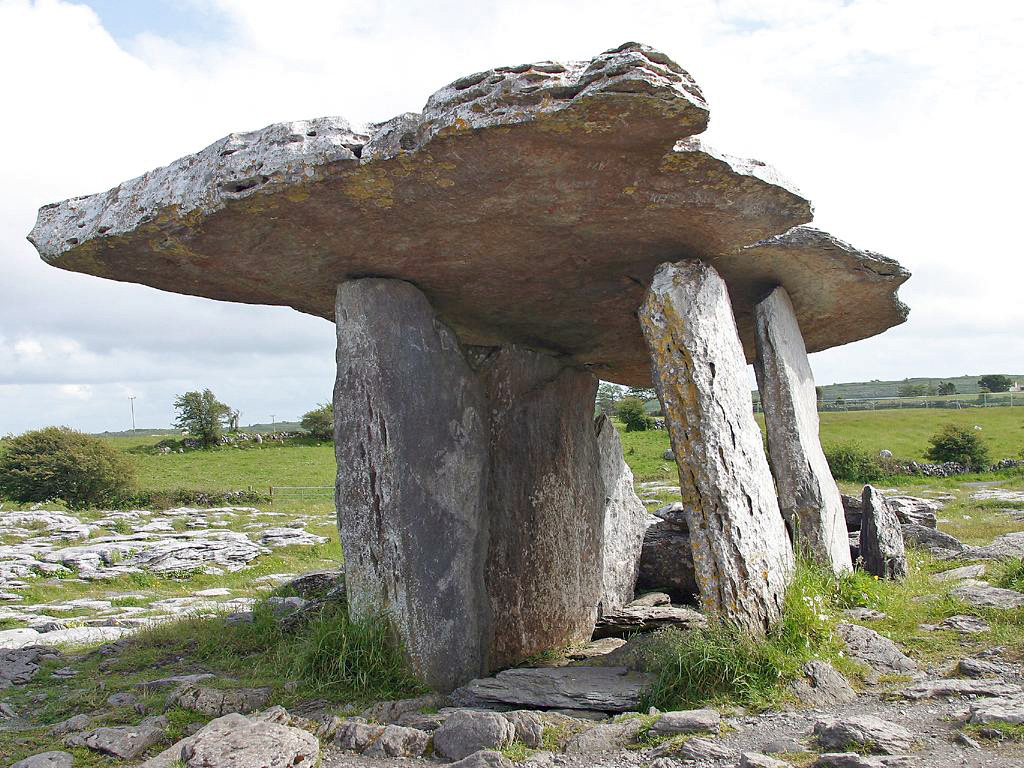
Le dolmen de Poulnabrone en Irlande recouvre au moins 22 corps de la période Néolithique.

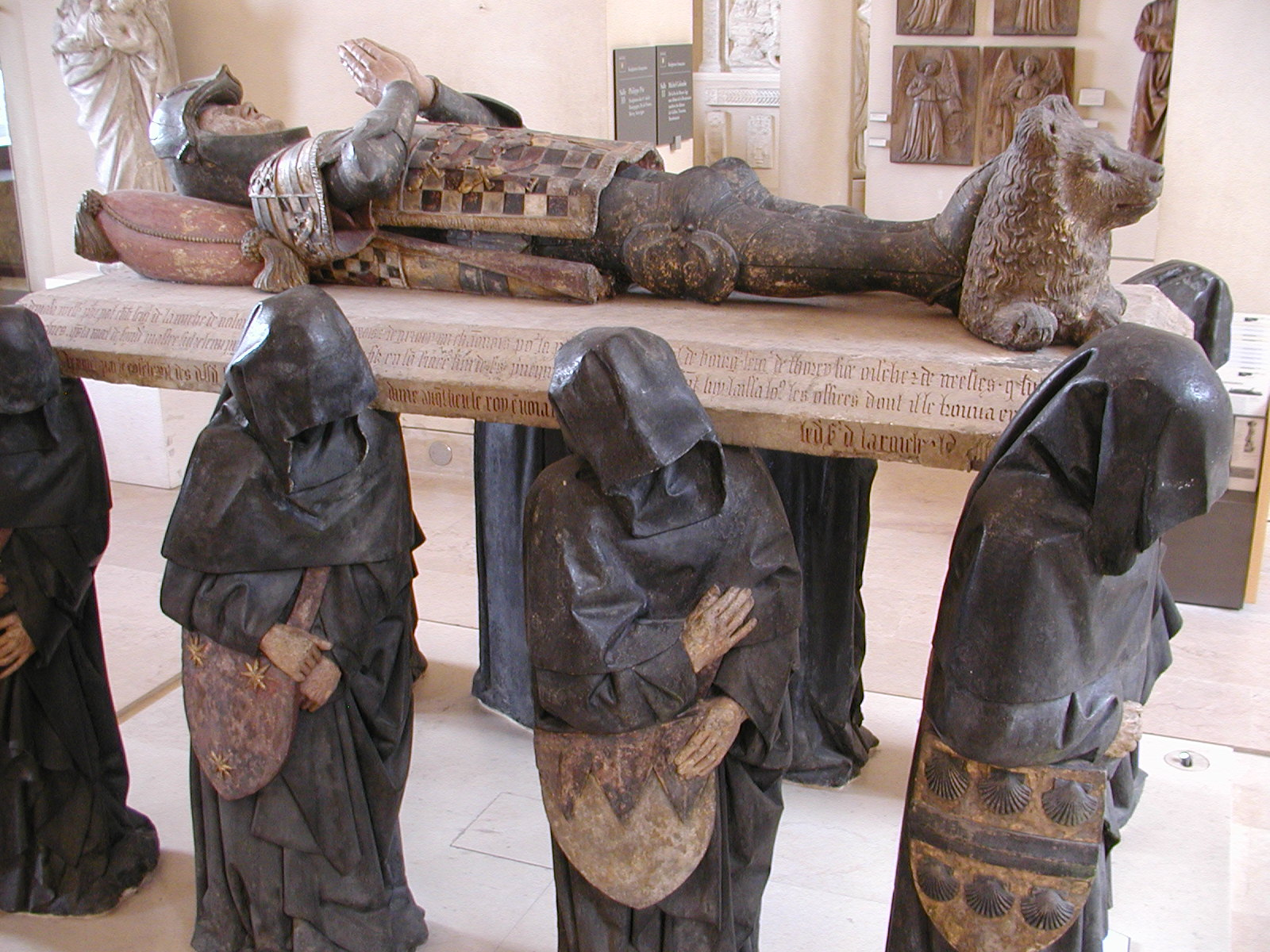
Tombe de Philippe Pot, grand Sénéchal de Bourgogne sous Louis XI.

L'art funéraire est une forme d'art englobant les objets, peintures et sculptures en lien avec la mort et généralement destinés à accompagner les dépouilles. De tels objets peuvent inclure les biens personnels du défunt, des objets créés spécialement pour l'enterrement ou des versions réduites d'objets nécessaires dans une supposée vie après la mort. La connaissance de beaucoup de cultures non-alphabétisées est tirée en grande partie de ces sources.

## Présentation

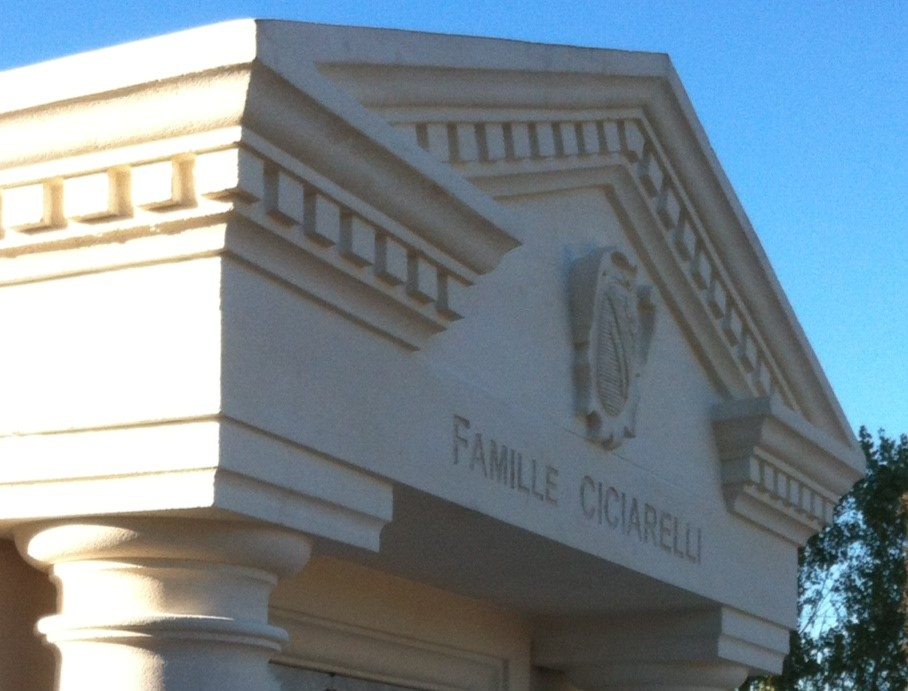
Chapelle funéraire en pierre de taille de la famille Ciciarelli.

L'art funéraire peut servir à de nombreuses fonctions culturelles, bien que généralement il s'agit d'une tentative esthétique de capturer ou d'exprimer des croyances ou des émotions au sujet de l'au-delà. Il peut jouer un rôle dans les rites funéraires, servir pour une utilisation par les morts dans l'au-delà ou célébrer la vie et les réalisations des morts. Il peut également fonctionner comme un rappel du caractère mortel de l'Homme et en tant qu'expression de rôles et valeurs culturelles, comme en contribuant à apaiser les esprits des morts, obtenir leur bienveillance ou prévenir leur intrusion malvenue dans les affaires des vivants. De nombreuses cultures ont des dieux psychopompes, comme le grec Hermès et l'étrusque Charun, qui aident à mener les esprits des morts dans l'au-delà.
Le dépôt d'objets avec une intention esthétique apparente remonte à l'homme de Néandertal il y a plus de 100 000 ans, et est connu de presque toutes les cultures ultérieures — la culture hindoue est une exception notable. Bon nombre des créations artistiques les plus connus des cultures passées comme les pyramides d'Égypte et le tombeau de Toutânkhamon, le mausolée de l'empereur Qin, le mausolée d'Halicarnasse, le bateau-tombe de Sutton Hoo et le Taj Mahal, sont des tombes ou des objets trouvés dans et autour d'eux. Dans la plupart des cas, l'art funéraire est produit pour les puissants et les riches, bien que les sépultures des gens ordinaires peuvent comprendre des monuments simples et des objets funéraires.

## Art funéraire dans un cimetière chrétien
L'art funéraire dans un cimetière chrétien comprend des éléments d'architecture (caveau, stèle, cénotaphe, chapelle funéraire, enclos, colonne brisée, obélisque, acrotère, pinacle, cippe), des représentations religieuses (différentes croix, dont les croix de cimetière apparues au XVe siècle, œil de Dieu, saints, rocaille symbolisant le Golgotha, calice et hostie, instruments de la Passion, Sacré-Cœur, attributs des vertus théologales tels que l'ancre ou le livre, étoiles, auréole, nuages, drapé et voile), des épitaphes, de la statuaire (pleureuse, Parques, mains unies), un décor végétal (couronne végétale, fleurs, fruits, végétaux, rameau d'olivier, palmier funéraire), un décor animal (agneau, colombe, coq, ouroboros, …), des objets (balance, flambeau retourné, pot à feu, sablier ailé, urne funéraire). 

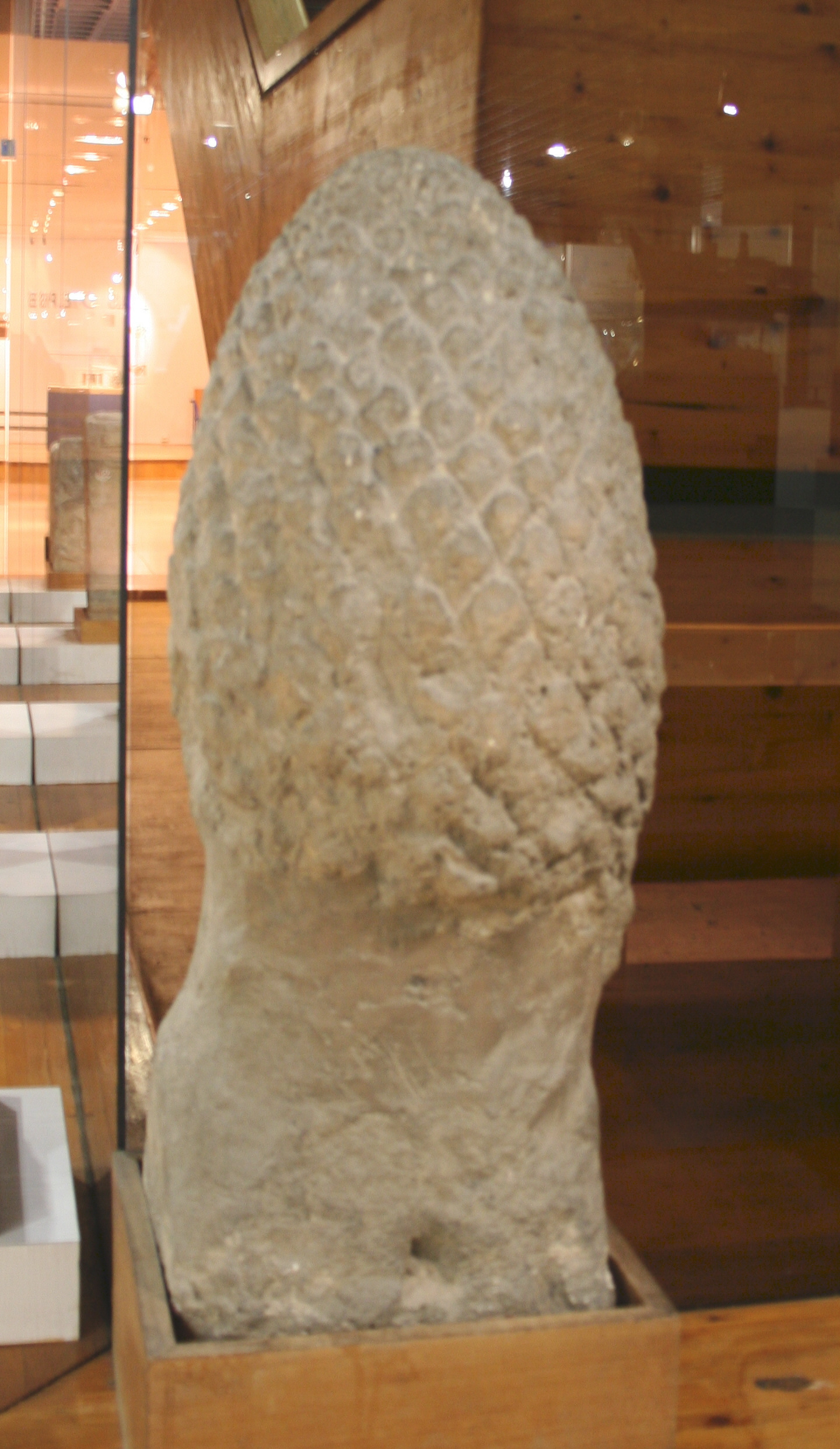
Cippe surmonté d'une pomme de pin qui symbolise l'arbre de vie.
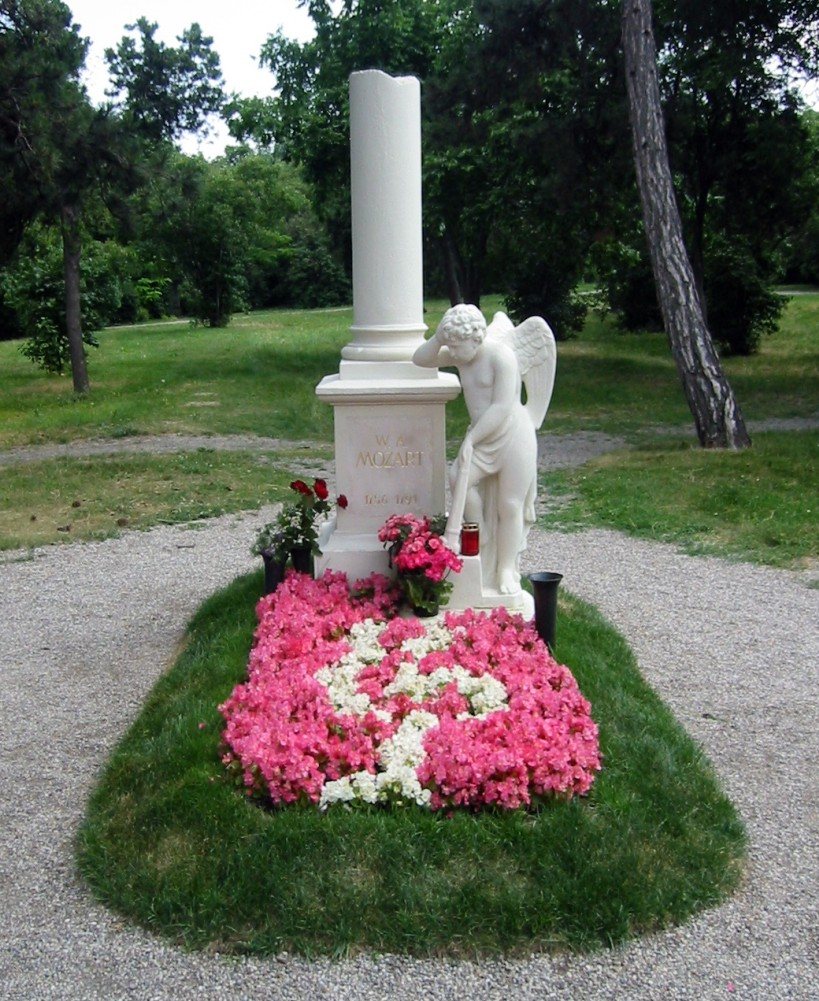
Cénotaphe de Mozart : la stèle est une colonne brisée